# Mijnheer hat lauter Töchter
Mijnheer hat lauter Töchter ist ein deutscher Familien-Fernsehfilm aus dem Jahr 1968 von Volker Vogeler, der auch – zusammen mit dem Produzenten Rob Houwer – das Drehbuch verfasst hatte. Es beruht auf der 1962 erschienenen gleichnamigen Erzählung der Schriftstellerin Marta Becker. In den Hauptrollen sind Julia Lindig und Guus Versraete zu sehen. Seine Uraufführung erlebte das Werk am 4. Januar 1968 im Ersten Deutschen Fernsehen (ARD).

## Handlung
Die abenteuerliche Geschichte des deutschen Mädchens Friedchen, das für seinen plötzlich erkrankten Zwillingsbruder Fritz als Ferienkind in die Niederlande reist: Als Friedchen im Haus der „Pflegeeltern auf Zeit“ eintrifft, ist sowohl die Überraschung als auch die Enttäuschung groß, weil sich der Hausherr, Vater dreier Töchter und Besitzer einer Schokoladenfabrik, ausdrücklich einen Jungen als Ferienkind gewünscht hatte. So verfällt man auf die naheliegende Idee, aus Friedchen einen Fritz zu machen. Das Mädchen sieht sich deshalb gezwungen, fortan vor dem Hausherrn die Rolle eines Jungen zu spielen. Natürlich geht das nicht ganz reibungslos ab, zumal sich Friedchen weder für Fußball noch für Boxen interessiert. Aber erst, als sie beim Blumenkorso verunglückt und der stolze „Stiefpapa“ ihr Boxhandschuhe ans Krankenbett bringt, erkennt er den kleinen gutgemeinten Betrug.

## Kritiken
Das Lexikon des internationalen Films bezeichnet den Streifen lapidar als einen „inhaltlich und formal überdurchschnittlichen Kinderfilm“. Zu einer überwiegend positiven Einschätzung gelangt auch der Evangelische Film-Beobachter: „Farbiger Kinderfilm, der sowohl inhaltlich als auch vor allem formal neue Wege zu gehen versucht, anspruchsvoll und modern gestaltet, aber etwas arm an Spannung und Aktionen. Ab 10 zu empfehlen.“